# 歡樂森巴：歡樂搖搖派對
《歡樂森巴：歡樂搖搖派對》是2023年节奏游戏，由Sega开发及发行，对应任天堂Switch。
据Metacritic，游戏获得「褒贬不一或中庸」评价；据OpenCritic统计，游戏获得47%媒体推荐。